# Portret Mikołaja Kopernika
Portret Mikołaja Kopernika (tzw. Portret gimnazjalny, Portret toruński) – obraz nieznanego autora, przedstawiający astronoma Mikołaja Kopernika. Został namalowany w drugiej połowie XVI wieku, a więc po śmierci Kopernika (który zmarł w 1543 roku). Od 1945 roku znajduje się w Sali Mieszczańskiej Ratusza Staromiejskiego, będącego siedzibą Muzeum Okręgowego w Toruniu.
W XVI wieku powstało kilka portretów Mikołaja Kopernika. W Toruniu oprócz portretu w Ratuszu Staromiejskim znajduje się również portret umieszczony na epitafium Mikołaja Kopernika w bazylice katedralnej św. św. Janów, pochodzący z 1580 roku. Zdaniem historyka sztuki Eugeniusza Gąsiorowskiego portret z Ratusza jest jedynym autentycznym wizerunkiem Mikołaja Kopernika, jednak nowsza publikacja z 2023 roku stwierdza, że prawdopodobnie żaden z ww. portretów nie przedstawia autentycznego wizerunku astronoma. Portret ten uchodzi za najbardziej spopularyzowany wizerunek astronoma.

## Opis obrazu
Obraz przedstawia Mikołaja Kopernika w wieku ok. 35–40 lat. Uczony ma długie, ciemne i faliste włosy, jego postać ma wyraźnie zaznaczone rysy twarzy. Autor obrazu miał pewne niedostatki warsztatowe, na co wskazuje ujęcie oczu, z których prawe znajduje się wyżej od lewego. Astronom ma na sobie czarną sutannę z białym futerkiem, dostrzegalnym przy ramionach i kołnierzyku. Na sutannę włożono drugą szatę bez rękawów, w kolorze czerwonym.
Obraz jest namalowany techniką temperową z laserunkami olejnymi. Wymiary obrazu wynoszą 51 × 40,5 cm. Podobrazie dzieła wykonano z trzech desek dębowych. Ich grubość wynosi od 0,86 do 0,93 cm. Podczas prac konserwacyjnych w latach 1946–1948 po lewej stronie obrazu wstawiono nową deskę dębową oraz wypełniono ubytek u góry po prawej stronie, nad głową Kopernika. Dolna krawędź obrazu ma ślady drobnych uszkodzeń. Przypuszczalnie powstały w wyniku odpiłowania części obrazu. Zdaniem Józefa Flika w XVII wieku obraz został obcięty z lewej, prawej i dolnej krawędzi, a jego pierwotne wymiary wynosił ok. 57 × 77 cm.

## Historia
Nieznane są data powstania obrazu oraz jego autor. W źródłach można natknąć się na lata: ok. 1540–1560 (według Bohdana Marconiego), 1580, ok. 1585, lata 1580–1585, oraz na pierwszą połowę XVI wieku (według Leonarda Torwirta) i przełom XVI i XVII wieku (okres ten zaproponował Zygmunt Batowski w 1933 roku). Archeolog Jerzy Gąssowski oraz Beata Jurkiewicz w jednym z artykułów z 2005 roku podają, że obraz uchodzi za autoportret Kopernika. Pogląd, jakoby autorem portretu był sam astronom, jest kwestionowany. Michał Kokowski zwraca uwagę, że nie są znane żadne źródła informujące, że Kopernik malował obrazy. Kokowski zasugerował również, że gdyby Kopernik był malarzem, to na podstawie samego portretu można byłoby sądzić, że dysponował dużym talentem i namalowałby więcej obrazów. Cechy stylistyczne mogą sugerować wpływ malarstwa flamandzkiego lub niderlandzkiego. Józef Flik zasugerował, że obraz namalował Marcus Gheeraerts. W 1953 roku Leonard Torwirt stwierdził, że obraz namalowano za życia astronoma. Miał o tym świadczyć sposób ukazania lewej brwi uczonego, mającego u nasady skazę.
Pierwsze dane archiwalne o portrecie pochodzą z 1594 roku, kiedy to obraz trafił do biblioteki Gimnazjum Akademickiego. W galerii zgromadzono obrazy przedstawiające najwybitniejszych torunian. W XIX wieku pojawiły się pierwsze badania historyków sztuki nad obrazem. Następnie portret został przeniesiony do Państwowego Gimnazjum Męskiego im. Mikołaja Kopernika w Toruniu.
Podczas II wojny światowej obraz trafił do Muzeum Miejskiego (obecnie Muzeum Okręgowe). Na przełomie 1939 i 1940 roku przeprowadzono reorganizację zbiorów muzealnych. Pracami kierował wybrany przez nadburmistrza Torunia Franza Jakoba dyrektor muzeum Adolf Schwalmberger. Reorganizacja zbiorów miała za zadanie udowodnić, że Toruń jest miastem stricte niemieckim. 8 grudnia 1940 roku wystawiono obraz na wystawie Thorn, eine Stadt deutschen Geistes (Toruń, miasto niemieckiego ducha), na której niemieccy kierownicy muzeum pokazali eksponaty poświęcone ważniejszym niemieckim mieszkańcom miasta. Obraz wystawiano również w grudniu 1942 roku oraz w 1943 roku z okazji 400. rocznicy śmierci astronoma. Na przełomie lat 1944–1945 Niemcy próbowali wywieźć obraz do III Rzeszy. Portret odnaleziono w 1945 roku w składnicy w Wyrzysku. Po jego odnalezieniu I Liceum Ogólnokształcące im. Mikołaja Kopernika w Toruniu przekazało obraz Muzeum Miejskiemu.
W latach 1946–1948 obraz przeszedł prace konserwatorskie. W 1973 roku Józef Flik przeprowadził badania rentgenowskie obrazu. W 1987 roku Tomasz Ważny przeprowadził analizę dendrochronologiczną deski, na której został namalowany portret. Badania dowiodły, że drewno pochodzi z drzewa ściętego w 1571 roku. W 2023 roku Centrum Badań i Konserwacji Dziedzictwa Kulturowego UMK przeprowadziło kolejne badania obrazu. Podczas prac zauważono napis puld (skrót od łacińskiego puldentus – brudny). Napis mógł stanowić ocenę stanu zachowania obrazu oraz informację, że konieczne są prace oczyszczające. Napis mógł zostać umieszczony w latach ok. 1850–1939. W tym samym roku obraz otrzymał dodatkowe zabezpieczenie oraz został lepiej wyeksponowany w Sali Mieszczańskiej.

## Portret w kulturze
Portret Mikołaja Kopernika wielokrotnie był tematem innych artystów. W 1955 roku Leonard Torwirt namalował kopię obrazu, która trafiła do Muzeum Warmii i Mazur w Olsztynie. Zaprojektowany w 1975 roku przez Andrzeja Heidricha banknot o nominale 1000 zł przedstawia Mikołaja Kopernika. Jego wizerunek wzorowano na portrecie z Ratusza Staromiejskiego. Banknot emitowano w latach 1975–1982, w obiegu krążył do 1995 roku. Banknot z Kopernikiem uchodzi za jeden z symboli Polski Rzeczypospolitej Ludowej. Heidrich jest ponadto autorem dwóch innych banknotów (z 1971 i 1973), na których wykorzystał wizerunek Kopernika z tego obrazu. W 2023 roku Narodowy Bank Polski wyemitował kolejny banknot z wizerunkiem Kopernika, tym razem w formie waloru kolekcjonerskiego o nominale 20 zł, również wykorzystujący przedstawienie z portretu.
Na bazie portretu toruńskiego powstały także znaczki, m.in. Poczty Polskiej: w 1923 (nominały 1000 i 5000 marek), w 1973 (nominał 1,5 zł), i poczt w Ruandzie, Rumunii i Malediwów (wszystkie w 1973).
W 1973 roku Stefan Knapp wykonał za pomocą emalii kilka replik portretów na metalowych płytach o wymiarach 1,5 × 1,5 m. Według zachowanych źródeł Knapp wykonał co najmniej siedem replik, jedna z nich do 2013 roku znajdowała się we foyer Auli Uniwersytetu Mikołaja Kopernika w Toruniu, druga trafiła do I Liceum Ogólnokształcącego im. ONZ w Biłgoraju, a trzecia do Olsztyna. Nieznana jest historia czterech pozostałych replik. Replika z Auli UMK w 2013 roku zaginęła, prawdopodobnie została sprzedana na złom.